# The Vice President
The Vice President är ett berg i Kanada.   Det ligger i provinsen British Columbia, i den centrala delen av landet, 3 000 km väster om huvudstaden Ottawa. Toppen på The Vice President är 3 077 meter över havet, eller 184 meter över den omgivande terrängen. Bredden vid basen är 1,9 km.
Terrängen runt The Vice President är huvudsakligen bergig.Trakten runt The Vice President är nära nog obefolkad, med mindre än två invånare per kvadratkilometer.. Det finns inga samhällen i närheten. 
Trakten runt The Vice President består i huvudsak av gräsmarker.